# Gran Criterium (Chile)
El Gran Criterium-Mauricio Serrano Palma es una carrera de la hípica chilena de Grupo I, disputada el primer sábado de octubre y ocasionalmente el último sábado de septiembre de cada año en el Hipódromo Chile en Santiago. Es una carrera de caballos de 1.900 metros, para machos y hembras de tres años de edad. La carrera es la tercera etapa de la Cuadruple Corona del Hipódromo Chile y se enmarca dentro de la jornada conocida como el Sábado de Campeones. El Nombre del Clásico Homenajea a Mauricio Serrano Palma, expresidente del Hipódromo Chile.

## Récords
Récord de la distancia: 
- Wow Cat (2017) con 1.56.27

Jinete con más triunfos
- 5 - Sergio Vásquez (1984, 1987, 1989, 1991, 1993)

Preparador con más triunfos
- 4 - Francisco Castro (1985, 1988, 1992, 1995)
- 4 - Juan Pablo Baeza (2008, 2012, 2013, 2022)

Criador con más triunfos
- 5 - Haras Mocito Guapo (1990, 1996, 1998, 2005, 2016)

## Ganadores del Gran Criterium
Los siguientes son los ganadores de la prueba desde 1982.
| Año  | Caballo             | Jinete             | Preparador           | Stud                | Haras              | Tiempo  |
| ---- | ------------------- | ------------------ | -------------------- | ------------------- | ------------------ | ------- |
| 1982 | Fabbiani            | Sergio Azócar      | Julio Castro R.      | Haras Curiche       | Curiche            | 2.01.04 |
| 1983 | Jorge               | Luis Muñoz         | Álvaro Breque V.     | Don Theo            | Limachito          | 1.58.02 |
| 1984 | Geólogo             | Sergio Vásquez     | Sergio Romero C.     | Katty               | La Compañía        | 1.59.02 |
| 1985 | Baalbek             | Manuel Santos      | Francisco Castro C.  | Jockey              | Jockey             | 1.57.02 |
| 1986 | Providencial        | Elías Silva        | Teófilo Jacial A.    | Mamoto              | Santa Eladia       | 1.59.31 |
| 1987 | Puro Toro           | Sergio Vásquez     | Gustavo Pombo S.     | Roberto Carlos      | Oromo              | 1.58.04 |
| 1988 | Majestuoso          | Juan Amestelly     | Francisco Castro C.  | Baccarat            | Santa Teresa       | 1.58.04 |
| 1989 | Moscona             | Sergio Vásquez     | Jorge Inda M.        | El Sheik            | Tarapacá           | 1.58.04 |
| 1990 | Memo                | Danilo Salinas     | Guillermo Aguirre A. | Panter              | Mocito Guapo       | 1.59.96 |
| 1991 | Uncle Sam           | Sergio Vásquez     | Sergio Romero C.     | Las Ñatitas         | Santa Magdalena    | 1.57.03 |
| 1992 | Doy La Guerra       | Héctor Salazar     | Francisco Castro C.  | Azul y Blanco       | Scelto             | 1.59.02 |
| 1993 | Vaticano            | Sergio Vásquez     | Rafael Bernal G.     | Alfonsina Paz       | Las Condes         | 1.56.02 |
| 1994 | Notición            | Anyelo Rivera      | Samuel Fuentes P.    | La Muñeca           | María Pinto        | 1.55.04 |
| 1995 | Canondale           | Gustavo Barrera    | Francisco Castro C.  | Manuel Cerda G.     | Dino Peirano C.    | 1.56.04 |
| 1996 | Malek               | Anyelo Rivera      | Alfredo Bagú R.      | Caserta             | Mocito Guapo       | 1.56.08 |
| 1997 | Puerto Madero       | Luis Torres        | Patricio Baeza A.    | Tute                | Santa Olga         | 1.55.02 |
| 1998 | Big Ten             | Mauricio Figueroa  | Oliverio Martínez L. | Viejo Perro         | Mocito Guapo       | 1.56.02 |
| 1999 | Estío               | Mauricio Figueroa  | Delfín López M.      | Titanic             | San Patricio       | 1.57.02 |
| 2000 | Lido Palace         | Richard Castillo   | Alfredo Bagú R.      | Milán               | L.E. Gana          | 1.57.08 |
| 2001 | Documentado         | Gonzalo Ulloa      | Juan Silva G.        | Vendaval            | Paso Nevado        | 1.56.10 |
| 2002 | Wild Spirit         | Anyelo Rivera      | Alfredo Bagú R.      | Haras Sumaya        | Sumaya             | 1.56.02 |
| 2003 | Sanderman           | Luis Torres        | Sergio Romero C.     | La Estrella         | El Sheik           | 2.01.11 |
| 2004 | Trotamondo          | Gonzalo Ulloa      | Patricio Baeza A.    | Stud La Nonna Ltda. | Don Alberto        | 2.01.02 |
| 2005 | Miyasaki            | Gustavo Barrera    | Luis Guerrero D.     | Las Araucarias      | Las Araucarias     | 2.00.39 |
| 2006 | Montes Alpha        | Jesús Toro         | Álvaro Fernández L.  | La Monito           | El Sheik           | 1.79.47 |
| 2007 | Paso Al Frente      | Anyelo Rivera      | Guillermo Peralta P. | Barabaraba          | La Compañía        | 2.00.30 |
| 2008 | Gato de la Luna     | Gonzalo Ulloa      | Juan P. Baeza J.     | Don Gato            | El Sheik           | 1.56.97 |
| 2009 | Catorce de la Fama  | Hernán E. Ulloa    | Guillermo Aguirre A. | La Pacita           | Curiche            | 2.00.54 |
| 2010 | Lobo Blanco         | David Sánchez      | Álvaro Fernández L.  | Trinidad            | Las Araucarias     | 1.59.96 |
| 2011 | Lord Parker         | Guillermo Pontigo  | Juan P. Baeza J.     | Umbria              | Matancilla         | 1.58.14 |
| 2012 | Hakassan            | Alejandro Maureira | Juan P. Baeza J.     | El Arcángel         | Jockey             | 1.79.33 |
| 2013 | Salto del Indio     | Héctor I. Berríos  | Juan P. Baeza J.     | Por Ti Negrita      | Santa Olga         | 1.59.79 |
| 2014 | Sono Bianco Nero    | Héctor I. Berríos  | Sergio Inda M.       | Alvidal             | Il Campione Spa    | 1.79.47 |
| 2015 | Incentive Boy (Arg) | Gonzalo Ulloa      | Luis Urbina H.       | G.G.                | Haras Futuro (Arg) | 1.57.93 |
| 2016 | Big Daddy           | Héctor I. Berríos  | Oliverio Martínez L. | Viejo Perro         | Mocito Guapo       | 1.79.89 |
| 2017 | Wow Cat             | Jorge A. González  | Carlos Urbina H.     | Vendaval            | Paso Nevado        | 1.56.27 |
| 2018 | Cariblanco          | Jaime Medina       | Amador Sánchez Q.    | Hermano Querido     | Santa Sara         | 1.79.47 |
| 2019 | Keltoi              | Jorge A. González  | Domingo Matte D.     | Scotland            | Convento Viejo     | 2.00.41 |
| 2020 | First Constitution  | Jorge A. González  | Carlos Urbina H.     | Xeneixe             | Don Alberto        | 1.59.76 |
| 2021 | Waiwen              | Felipe Henríquez   | Pablo Trucco B.      | Haras Lizzie        | Lizzie             | 2.02.41 |
| 2022 | Mbagnick            | Jaime Medina       | Juan P. Baeza J.     | Paola               | Paso Nevado        | 2.00.81 |
| 2023 | Shark               | Bernardo León      | Luis Urbina H.       | Stud La Nonna Ltda. | Don Alberto        | 2.01.41 |
| 2024 | The Goat            | Óscar Ulloa        | Juan Pablo Baeza A.  | Paola               | Don Alberto        | 1.79.53 |

## Sábado de Campeones
Desde 1990 el clásico Gran Criterium se enmarca en la jornada denominada Sábado de Campeones, en la cual además de dicho clásico se disputan otros 5 clásicos para distintas categorías de caballos, todos antecedidos por la palabra "Criterium".
- Criterium Potrancas 1.300 Metros, Clásico Condicional Para Hembras de 3 años.
- Criterium Yeguas 1.600 Metros, Clásico Condicional Para Hembras de 3 años y más.
- Criterium Mayores 1.900 Metros, Clásico Hándicap Libre, Para Caballos Fondistas de 3 años y más.
- Criterium Potrillos 1.300 Metros, Clásico Condicional Para Machos de 3 años.
- Criterium Velocistas 1.000 Metros, Clásico Hándicap Libre, Para Caballos de 3 años y más.

## Última edición
El sábado 7 de septiembre de 2024. se disputó una edición más del "Gran Criterium". Se impuso el ejemplar "The Goat" (hijo de Midshipman), derrotando a Gran Oriente, en tercera posición se ubicó Ga Mo Tak, en cuarta posición Razyel y la tabla la cerró Rodrerik. The Goat fue conducido por Óscar Ulloa, quien sumó su segundo "Criterium", es preparado por Juan Pablo Baeza A., pertenece al stud Paola y fue criado en el Haras Don Alberto.